# Gianfranco Zola
Gianfranco Zola, OBE (honoraria) (Oliena, Cerdeña, 5 de julio de 1966), es un exfutbolista italiano. Jugó entre 1984 y 2005. Actualmente es entrenador y su trabajo más reciente fue como asistente de Maurizio Sarri en el Chelsea F. C.

## Biografía como jugador

### Carrera en Italia
Zola inició su carrera en el USD Nuorese en 1984. En 1986 se movió al Torres de la ciudad de Sassari. En 1989 le llegó el salto a la máxima categoría cuando fichó por el Nápoles de la Serie A, la juventud y talento de Zola fue una gran ayuda para el Nápoles, que gracias al liderazgo de Diego Armando Maradona, ganaría el Scudetto en 1990. Zola siempre profesó una gran admiración por el argentino e incluso declaró: «Todo cuanto sé, se lo debo a Diego». También ayudó al Nápoles a ganar la Supercopa de Italia en 1991 y ese mismo año, fue convocado para la Selección de fútbol de Italia por el seleccionador Arrigo Sacchi.
En 1993, Zola abandonó el Nápoles para fichar por el Parma, con el club parmesano, Zola ganó una Copa de la UEFA y una Copa de Italia en 1995, fue sin duda en el club azzurriamarello donde Zola se labró su gran fama de jugador de fútbol, sin embargo, Zola pronto se sintió incómodo dentro del esquema de juego del entrenador Carlo Ancelotti y decidió marcharse.

### Chelsea FC
En 1996, Zola fichó por el Chelsea a cambio de 4,5 millones de libras. Debutó en un partido contra el Tottenham Hotspur. En el conjunto blue, Zola marcó goles impresionantes, como el que le marcó al legendario portero Peter Schmeichel en febrero de 1997. Con el equipo londinense, Zola ganó dos FA Cup, una Community Shield, una Carling Cup, una Supercopa de Europa y una Recopa de Europa. En noviembre de 1997, Zola marcó su primera tripleta en un partido contra el Derby County. Durante las temporadas siguientes, Zola tuvo que compartir delantera con Jimmy Hasselbaink y Eidur Gudjohnsen.
Con la llegada del entrenador Claudio Ranieri al Chelsea, este procedió a limpiar de veteranos el club, se marcharon jugadores como Gustavo Poyet o Frank Loboeuf y Zola adquirió un rol secundario, pues Ranieri le dio más confianza al islandés Gudjohnsen. Aun así, tras un partido contra el Norwich City, Ranieri declaró: «Gianfranco lo intenta todo porque es un mago, y los magos deben intentarlo todo». Tras la temporada 2002-03 donde Zola marcó 16 goles, Zola decidió marcharse. Ese año, fue votado como el mejor jugador que había vestido la camiseta del Chelsea.

### Regreso a Italia
En verano de 2003, Zola abandonó Stamford Bridge y fichó por el club de sus amores, el Cagliari, el club más importante de su nativa Cerdeña. Tras ayudar a ascender al Cagliari de la Serie B a la Serie A y extender su contrato por un año más, Zola se retiró en el verano de 2005, se retiró temporalmente el dorsal 10 del Cagliari, aunque en la posterior temporada 2006-07 volvería a utilizarse.

### Selección nacional
En la azzurra solo tuvo el privilegio de jugar un Mundial, el de EE. UU. 1994, formando parte del combinado subcampeón. En total, marcó 7 goles en 35 partidos jugados en la selección italiana.
A pesar de sus destacadísimas actuaciones en Inglaterra, Zola no tuvo el visto bueno del seleccionador Cesare Maldini y no fue convocado para Francia 1998. Gianfranco sí jugó la Eurocopa de Inglaterra de 1996 y fue convocado para varios partidos de la Clasificación para Francia 1998.
A pesar de que tuvo algunos traspiés en la selección italiana, ya que en EE. UU. fue expulsado frente a Nigeria y posteriormente falló un penal en una tanda decisiva en la Eurocopa 1996, Gianfranco es reconocido en Italia como uno de los jugadores más talentosos que la península haya dado.
Gianfranco Zola fue parte de los jugadores italianos que jugaron en ligas extranjeras en la década de los 90 y elevaron el prestigio del Calcio fuera de Italia, junto con Gianluca Vialli, Christian Vieri, Paolo Di Canio, Fabrizio Ravanelli, Christian Panucci o Roberto Di Matteo, entre otros.

## Biografía como entrenador
Inicios
Zola comenzó su carrera como entrenador siendo asistente de Pierluigi Casiraghi en la selección sub-21 de Italia.

West Ham United
En septiembre de 2008, se convirtió en el nuevo técnico del West Ham United. Llevó al equipo londinense a un sólido 9.º puesto en la Premier League 2008-09, pero Zola fue despedido en mayo de 2010, tras terminar 17.º en la Premier League 2009-10.

Watford
En julio de 2012, firmó un contrato de dos años para entrenar al Watford. En su primera temporada, los potters terminaron terceros y accedieron a la promoción de ascenso, pero ahí cayeron contra el Crystal Palace. En diciembre de 2013, Zola dimitió de su cargo, tras encadenar una mala racha de resultados.

Cagliari
En diciembre de 2014, relevó a Zdeněk Zeman en el banquillo del Cagliari. No obstante, fue despedido tras solo 10 partidos al mando del equipo, en los que solo pudo obtener 2 victorias.

Al-Arabi
En julio de 2015, se incorporó al Al-Arabi SC. Tras una sola temporada dirigiendo al equipo catarí, que terminó como el 8.º de 14 equipos en su liga, fue cesado en sus funciones.

Birmingham City
En diciembre de 2016, ficha por el Birmingham City Football Club, pero dimitió por los malos resultados tras solo 4 meses en el cargo.

## Clubes

### Jugador
| Club                | País       | Año       | Partidos | Goles |
| ------------------- | ---------- | --------- | -------- | ----- |
| USD Nuorese         | Italia     | 1984-1986 | 31       | 10    |
| Sassari Torres 1903 | Italia     | 1986-1989 | 88       | 21    |
| SSC Napoli          | Italia     | 1989-1993 | 105      | 32    |
| Parma               | Italia     | 1993-1996 | 102      | 49    |
| Chelsea FC          | Inglaterra | 1996-2003 | 312      | 80    |
| Cagliari            | Italia     | 2003-2005 | 74       | 22    |

### Entrenador
| Club                         | País       | Año       | P   | PG | PE | PP | % v.   |
| ---------------------------- | ---------- | --------- | --- | -- | -- | -- | ------ |
| Selección sub-21 (asistente) | Italia     | 2006-2008 |     |    |    |    |        |
| West Ham United              | Inglaterra | 2008-2010 | 80  | 23 | 21 | 36 | 37.5%  |
| Watford                      | Inglaterra | 2012-2013 | 75  | 33 | 15 | 27 | 50.67% |
| Cagliari                     | Italia     | 2014-2015 | 10  | 2  | 2  | 6  | 26.67% |
| Al-Arabi SC                  | Catar      | 2015-2016 | 26  | 10 | 5  | 11 | 44.87% |
| Birmingham City              | Inglaterra | 2016-2017 | 24  | 2  | 8  | 14 | 19.44% |
| Total                        | Total      | Total     | 215 | 70 | 51 | 94 | 40.47% |

## Palmarés

### Torneos con su club
| Torneo                      | Año            | Equipo     | País       |
| --------------------------- | -------------- | ---------- | ---------- |
| Serie A Supercopa de Italia | 1989/1990 1990 | SSC Napoli | Italia     |
| Supercopa de Europa         | 1993           | Parma      | Italia     |
| Copa UEFA                   | 1994/1995      | Parma      | Italia     |
| FA Cup                      | 1996/1997      | Chelsea FC | Inglaterra |
| Recopa de Europa            | 1997/1998      | Chelsea FC | Inglaterra |
| Football League Cup         | 1997/1998      | Chelsea FC | Inglaterra |
| Supercopa de Europa         | 1998           | Chelsea FC | Inglaterra |
| FA Cup                      | 1999/2000      | Chelsea FC | Inglaterra |
| Community Shield            | 2000           | Chelsea FC | Inglaterra |

### Distinciones individuales
| Distinción                              | Año  |
| --------------------------------------- | ---- |
| Futbolista del Año de la Premier League | 1997 |